# Platoul Tibet

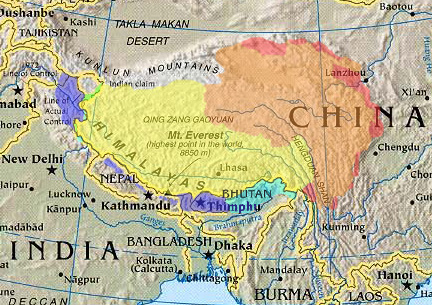
Harta Tibetului

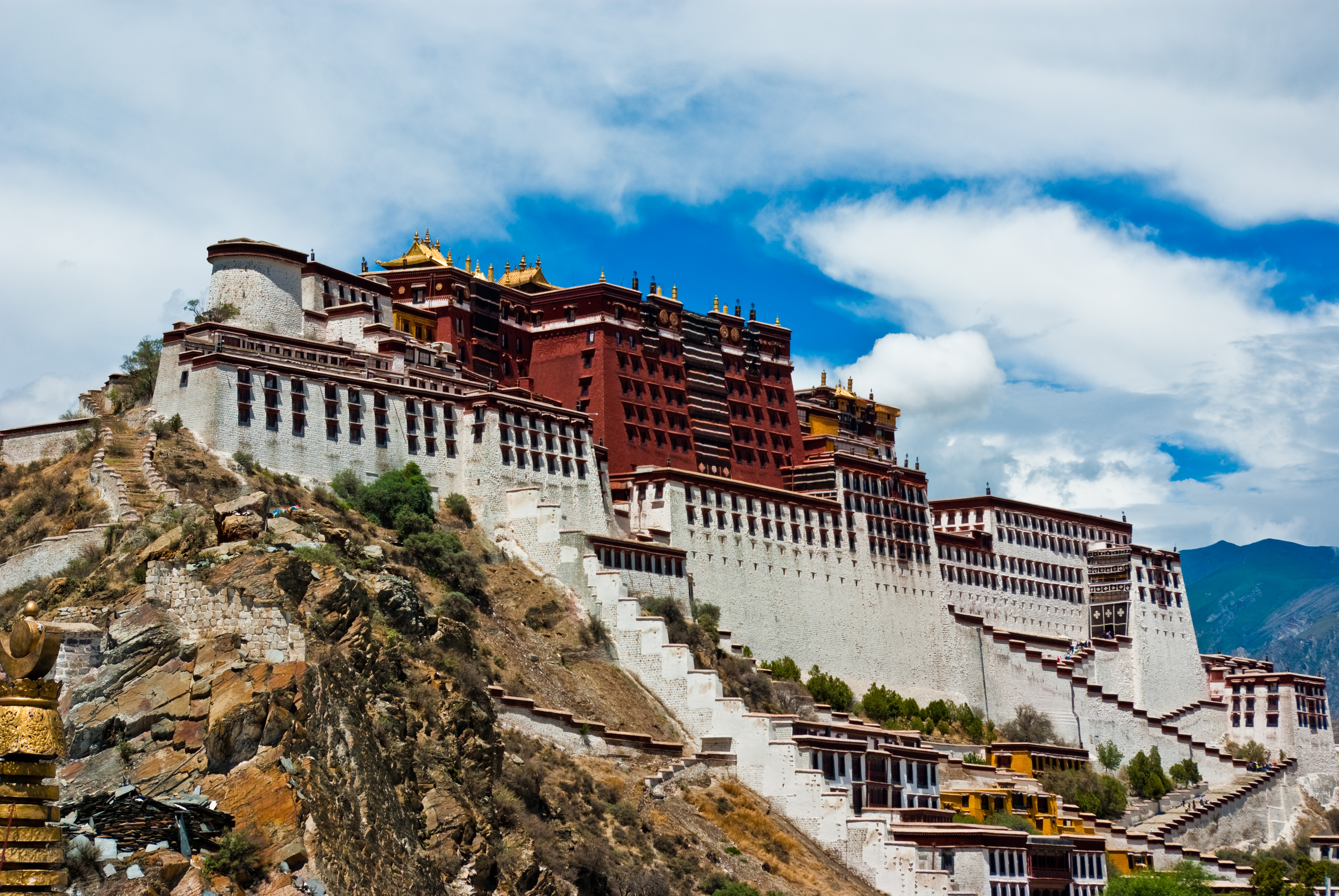
Palatul Potala din Lhasa

Podișul Tibet (/tɨˈbɛt/ : tibetană: བོད་, chineză: 西藏) este un podiș în Asia, situat în nord-estul munților Himalaya. Este o regiune bogată din punct de vedere socio-cultural, în care conviețuiesc mai multe grupuri etnice: Tibetani, Monpas, Qiang și Lhobas. Tibetul este cel mai înalt podiș (altitudine medie 4.785 m, suprafața 2.000.000 km²) din lume. Situat în partea central-sudică a Asiei, în S-V Chinei, podișul Tibet este străbătut de lanțuri muntoase cu înălțime de 6.000-7.000 m și limitat de culmile semețe ale Munților Himalaya. Aceștia formează o adevărată barieră în calea maselor de aer umed ale musonilor, clima podișului Tibet fiind, în consecință, uscată și aspră, cu variații de temperatură intre -35 °C (iarna) și +10–15 °C (vara). Podișul Tibet este străbătut de numeroase ape, cu izvoare în ghețarii Himalayei, unele din ele reușind să străbată bariera munților și să se îndrepte spre ocean. Cel mai important fluviu este Tsangbo (Brahmaputra) care curge pe direcția V-E, constituind zona cea mai importantă pentru economie și populație.
Regiunea Autonomă Tibet (R.A.T.) sau provincia chineză Xizang este una dintre cele 5 regiuni autonome din China, fără ieșire la mare, fiind situată în sud-vestul Chinei și al podișului Qinghai-Tibet. Regiunea se învecinează la sud și vest cu Myanmar, India, Buthan, Sikkim și Nepal. R.A.T. se întinde pe o arie de 1,22 milioane de km², reprezentând 12,8% din suprafața totală a Chinei.
În afară de R.A.T., Tibetul etnic și cultural, pe scurt Tibetul, cuprinzând și provincia chineză Qinghai (care a făcut parte din vechiul imperiu tibetan și cu care R.A.T. se învecinează la est-nord-est), are o suprafață de 3,8 milioane de km², de șapte ori mai mare decât a Franței și o populație care nu depășește 6 milioane de locuitori. Reprezintă un sfert din teritoriul Chinei, având însă numai 0,46% din populația acesteia. Densitatea demografică este de sub două persoane pe km². Tibetul nu este, așa cum se credea adesea, un platou dezolat și arid, prezentând, în realitate, peisaje variate, funcție de nișele ecologice. Habitatul uman se situează între altitudinile de 2.800 și 5.300 m și, cu toate că regiunile de vest și nord-vest sunt deosebit de inospitaliere, în părțile de sud și sud-est (în care ploile musonice reușesc să treacă de bariera himalayană sau de lanțurile muntoase orientale) clima este mai blândă iar relieful este dominat de văi adânci și fertile, înconjurate de munți înalți. Tibetul se află la o altitudine medie de peste 4000 de metri și ocupă cea mai mare parte a podișului Qinghai–Tibet, fiind considerată „Acoperișul lumii”.
Considerat „al treilea pol al globului pământesc” podișul (ce reprezintă, de fapt, fundul mării Thetis, secată în urmă cu 100 de milioane de ani) se caracterizează prin altitudine mare și clima friguroasă. Având o înălțime medie de peste 4.000 m, podișul este străbătut de câteva lanțuri muntoase, precum Transhimalaya și Nyenchenthangla – cu altitudini de peste 6000 m - și înconjurat de munți înalți.
La sud, platoul tibetan este mărginit, pe o lungime de 2.500 km, de arcul himalayan (care izolează Tibetul de subcontinentul indian, din Karakoram și până în nordul Myanmar-ului, fosta Birmanie), la vest se oprește în nodul Himalaya- Karakoram, la est se ridică masivele Amnye Machen, Bayan Khara, Mynak Konga și Minshan, iar la nord.vest și la nord, este separat de Asia Centrală de munții Kunlun și depresiunea Qaidam, deschizându-se spre spațiile provinciei Amdo în jurul lacului Kokonor.
La altitudinea de 4.500 m, temperatura medie se menține negativă. Chiar în sezonul cel mai cald media temperaturii nu depășește 10 °C. Climatul este vântos și friguros noaptea, dar zilele sunt foarte însorite.
Este cel mai tânăr platou alpin din lume și totodată reprezintă obârșia celor mai importante fluvii din Asia: Mekong, Yangtze, Hoanghe, Irrawady, Salouen, Tsangpo (mai cunoscut sub numele de Brahmaputra), Indus și Sutlej, cursuri de apă care ajung în câmpiile chineze și indiene, apoi în Marea Chinei, Marea Arabiei sau Oceanul Indian.
Totodată, Tibetul dispune de lacuri ce se pot constitui în facilități de stocare a apei, așa cum sunt : Koko Nor, Tengri Nor, Aiag Kum Kul sau Aru Cho. Aici se află, la 3.658 m altitudine, capitala Tibetului, Lhasa, cunoscută prin templele budiste. În această vale și în unele zone mai joase se poate practica agricultura care poate asigura necesarul de cereale a populației locale. Partea de V a podișului este presărată cu numeroase lacuri, majoritatea sărate (cel mai mare Tengri Nor, 1800 km²). Vegetația este adaptată la uscăciune (pâlcuri de arbuști) și nu formează un înveliș continuu, nota dominantă fiind aceea a unui semideșert pietros. Dintre animale, specific este iacul. 